# Lubuk Tapang
Lubuk Tapang is een bestuurslaag in het regentschap Empat Lawang van de provincie Zuid-Sumatra, Indonesië. Lubuk Tapang telt 812 inwoners (volkstelling 2010).